# Дзижчання бджіл
«Дзижчання бджіл» (англ. The Bees' Buzz) — американська короткометражна кінокомедія режисера Мака Сеннета 1929 року.

## Сюжет
Енді і Гомер потрапили в біду, намагаючись зупинити шлюб дочки Енді.

## У ролях
- Гаррі Гріббон — Гомер Ашкрафт
- Енді Клайд — Енді — батько Пеггі
- Барбара Леонард — Пеггі
- Тайлер Брук — Тайлер Сміт — наречений Пеггі
- Вернон Дент — Джим — приятель Гомера